# Parlamentswahl in St. Lucia 2011
Die Parlamentswahl in St. Lucia 2011 (englisch General elections) waren die zwanzigsten Parlamentswahlen in St. Lucia.

## Wahl
Die Wahl fand am 28. November statt. Aus dieser ging die Saint Lucia Labour Party erneut als Sieger hervor. Sie errang elf der siebzehn Sitze. Die Wahlbeteiligung lag bei 56,14 %.
Am 30. November 2011 wurde der Führer der Labour Party, Kenny Anthony, als Premierminister vereidigt.
| Partei                       | Stimmen | %     | Sitze |
| ---------------------------- | ------- | ----- | ----- |
| Saint Lucia Labour Party     | 42.456  | 50.99 | 11    |
| United Workers Party         | 39.100  | 46.96 | 6     |
| National Democratic Movement | 200     | 0.24  | 0     |
| Lucian People’s Movement     | 143     | 0.17  | 0     |
| Lucian Greens                | 23      | 0.03  | 0     |
| Unabhängige                  | 1.338   | 1.61  | 0     |
| Invalid/blank votes          | 1.775   | –     | –     |
| Total                        | 85.035  | 100   | 17    |
| Registered voters/turnout    | 151.466 | 56.14 | –     |
| Source:                      |         |       |       |